# The Skeptic's Dictionary

The Skeptic's Dictionary est une collection d'essais sceptiques de Robert Todd Carroll, publié sur le site web skepdic.com puis en livre,,.
Le site skepdic.com site a été lancé en 1994 et le livre a été publié en 2003 avec environ 400 entrées. En janvier 2011, le site internet comprend plus de 500 entrées. Le site et le livre mènent à des informations sceptiques sur les pseudosciences, le paranormal, les sujets occultes.
La bibliographie contient quelque 700 références pour plus d'informations détaillées. Selon la couverture arrière du livre, la version internet reçoit environ 500 000 visites par mois. 

## Traductions
Robert Todd Carroll a permis la traduction officielle de son dictionnaire par différents groupes. En 2011, le site pointait vers quinze sites frères proposant des traductions partielles dans différentes langues.
- Néerlandais
- Français (par Les Sceptiques du Québec)
- Allemand
- Grec
- Hongrois
- Islandais
- Italien
- Japonais
- Coréen
- Portugais
- Russe
- Slovaque
- Espagnol
- Suédois
- Turc